# Trần Văn Toản
Trần Văn Toản (sinh năm 1967 tại huyện Kiến Xương, tỉnh Thái Bình), là tướng lĩnh Công an nhân dân Việt Nam hàm Thiếu tướng. Ông hiện giữ chức vụ Phó Chánh Văn phòng Cơ quan Cảnh sát điều tra Bộ Công an.

## Tiểu sử quá trình công tác
Thiếu tướng Trần Văn Toản (sinh năm 1967, quê quán huyện Kiến Xương, tỉnh Thái Bình), học vấn: Học viện Cảnh sát nhân dân chuyên ngành Cảnh Sát Kinh Tế, Cao cấp lý luận chính trị, Thạc sĩ Luật, chuyên ngành điều tra tội phạm.
Tháng 9 năm 2018, ông là Phó Cục trưởng Cục Cảnh sát điều tra tội phạm về trật tự xã hội (Cục Cảnh sát hình sự) được Bộ Công an điều động đến nhậm chức Giám đốc Công an tỉnh Bình Thuận.
Chiều ngày 20 tháng 3 năm 2023, tại Hà Nội, Cục Tổ chức cán bộ phối hợp với Văn phòng Cơ quan Cảnh sát điều tra Bộ Công an tổ chức Lễ công bố quyết định của Bộ trưởng Bộ Công an về công tác cán bộ.
Tại buổi lễ, thừa ủy quyền của Bộ trưởng Bộ Công an, Trung tướng Nguyễn Duy Ngọc - Thứ trưởng Bộ Công an đã trao quyết định của Bộ trưởng Bộ Công an về việc điều động đại tá Trần Văn Toản, Giám đốc Công an tỉnh Bình Thuận đến nhận công tác và giữ chức vụ Phó Chánh Văn phòng Cơ quan Cảnh sát điều tra Bộ Công an.
Tháng 5 năm 2023 Chủ tịch nước Cộng hòa xã hội chủ nghĩa Việt Nam Võ Văn Thưởng  ký Quyết định số 470/QĐ-CTN thăng cấp bậc hàm cấp tướng sĩ quan Công an nhân dân từ Đại tá lên Thiếu tướng đối với đồng chí Trần Văn Toản..

## Khen thưởng
- Huân chương Chiến sĩ vẻ vang hạng Nhất
- Huân chương Chiến sĩ vẻ vang hạng Nhì
- Huân chương Chiến sĩ vẻ vang hạng Ba v.v...

## Lịch sử thụ phong cấp bậc hàm
| Năm thụ phong | -      | 2023        |
| ------------- | ------ | ----------- |
| Cấp hiệu      |        |             |
| Tên cấp hiệu  | Đại tá | Thiếu tướng |